# Kanton Nogent-sur-Oise
Nogent-sur-Oise is een kanton in het Franse departement Oise. Het kanton werd in 2015 gevormd bij decreet van 20 februari 2014 met uitwerking op 22 maart 2015. 
Kanton Nogent-sur-Oise omvat de volgende gemeenten in het arrondissement Senlis: 
- Nogent-sur-Oise
- Villers-Saint-Paul

en in het arrondissement Clermont:
- Cauffry
- Laigneville
- Mogneville
- Monchy-Saint-Éloi